# Roland Brühe
Roland Brühe (* 1967 in Braunschweig) ist ein deutscher Pflegewissenschaftler, Hochschullehrer für Pflegepädagogik und Gründungsmitglied des „Deutschen Netzwerks für Qualitätsentwicklung in der Lehrerbildung Pflege und Gesundheit (DNQL)“.

## Werdegang
Roland Brühe besuchte allgemeinbildende Schulen in Wolfenbüttel. Zwischen 1985 und 1988 absolvierte er eine Ausbildung zum Krankenpfleger (damalige Berufsbezeichnung) am Evangelischen Krankenhaus Oberhausen und arbeitete anschließend zunächst als Krankenpfleger. Es folgten eine Weiterbildung zum Praxisanleiter in der Pflege am DRK Krankenhaus Hamburg-Rissen (heute: Asklepios Westklinikum Hamburg) sowie eine Weiterbildung zum Lehrer für Pflegeberufe beim Bildungsträger F+U Heidelberg, die Brühe im Jahr 1997 erfolgreich abschloss. Es folgten Tätigkeiten als Lehrer für Pflegeberufe an der Krankenpflegeschule der Universitätsklinikums Eppendorf in Hamburg und als Praxisanleiter an der Krankenpflegeschule des St. Martinus Krankenhauses Düsseldorf. Zwischen 1998 und 1999 ließ Brühe sich zum Psychodrama-Assistenten am Moreno-Institut in Stuttgart ausbilden. In den Jahren zwischen 2000 und 2004 studierte Brühe Pflegepädagogik an der Katholischen Fachhochschule Nordrhein-Westfalen (kurz: „Katho“) in Köln und beendete das Studium als Diplom-Berufspädagoge. Bis zum Jahr 2012 arbeitete Brühe als wissenschaftlicher Mitarbeiter am Deutschen Institut für angewandte Pflegeforschung in Köln (DIP). Im Jahr 2008 beendete Brühe erfolgreich sein Masterstudium in Pflegewissenschaft an der Philosophisch-Theologischen Hochschule Vallendar (PTHV), im Jahr 2013 ebenso erfolgreich sein Promotionsstudium. Die akademische Betreuerin seiner Doktorarbeit zur Berufseinmündung von Pflegelehrern war die Pflegewissenschaftlerin Susanne Schewior-Popp. Im Jahr 2014 folgte Roland Brühe einem Ruf der Katholischen Hochschule Nordrhein-Westfalen, Standort Köln, auf eine Professur für Pflegepädagogik.

### Schwerpunkte
Roland Brühe forscht zur Pflegedidaktik als wissenschaftlicher Disziplin. Er ist Pflegedidaktiker im Handlungsfeld Pflegelehrendenausbildung mit den Schwerpunkten Denkstilentwicklung im Pflegeberuf, Aufgabenkultur im Pflegeunterricht, Curriculumentwicklung/-analyse und Habitus von Pflegelehrenden.
Zwischen 2019 und 2020 untersuchte er, gemeinsam mit Tobias Hölterhof, in einem Forschungsprojekt den Einsatz von Arbeitsblättern im Pflegeunterricht.
Roland Brühe ist zudem Sprecher der Sektion Bildung der Deutschen Gesellschaft für Pflegewissenschaft. Er war der Erstherausgeber des Online-Magazins Der Pflegebrief. Er war, gemeinsam mit Wolfgang von Gahlen-Hoops und Elfriede Brinker-Meyendriesch, im Jahr 2021 Mitglied der Initiativgruppe Deutsches Netzwerk für Qualitätsentwicklung in der Lehrerbildung Pflege und Gesundheit (DNQL) und war bis April 2024 an dessen Aufbau beteiligt. 2024 wurde Brühe in die Fachkommission Pflegebildung und Pflegewissenschaft des Deutschen Pflegerats (DPR) berufen.
Er ist seit 2021 Herausgeber des Videopodcasts Pflege-Bildung. In Episode I dieses Videopodcast sprach Roland Brühe mit der Pflegepädagogin und Mitglied der Fachkommission nach dem Pflegeberufegesetz Gertrud Hundenborn, mit der ihn eine jahrelange Zusammenarbeit verbindet. In den pflegehistorisch relevanten Episoden „Wegbereiterinnen persönlich“ dieses Videopodcast spricht Brühe mit Pflegewissenschaftlerinnen der Aufbaujahre der zweiten Hälfte des 20. Jahrhunderts.

## Veröffentlichungen (Auswahl)
- Brühe, Roland (2008): Denkstile und professioneller Pflegeprozess. Saarbrücken: VDM Verlag Dr. Müller.
- Brühe, Roland (2010): Kultur im Spiegel empirischer Pflegeforschung. 1. Auflage, digitale Originalausgabe. München: GRIN Verlag.
- Brühe, Roland (2014): Berufseinmündung von Pflegelehrern. Vallendar: Philosophisch-Theologische Hochschule, Hochschulbibliothek. Fachportal Pädagogik
- Brühe, Roland (2014): Crisis der Pflegepädagogik. Köln: Katholische Hochschule Nordrhein-Westfalen.
- Brühe, Roland (2023): Pflegedidaktik in a nutshell. Aufgaben im Pflegeunterricht. In: Wolfgang von Gahlen-Hoops & Katharina Genz (Hrsg.) (2023): Pflegedidaktik im Überblick. Zwischen Transformation und Diffusion. transcript: Bielefeld. S. 15 f. Pflegedidaktik im Überblick

### Als Herausgeber
- Brühe, Roland & Scholl, Hannah (Hrsg.) (2021): Die Situation der praktischen Pflegeausbildung. Beiträge zu einem widersprüchlichen Handlungsfeld. Berlin: wvb Wissenschaftlicher Verlag
- Brühe, Roland & von Gahlen-Hoops, Wolfgang (Hrsg.)(2024): Handbuch Pflegedidaktik I. Pflegedidaktisch handeln. transcript: Bielefeld. ISBN 978-3-8252-6239-6 Inhaltsverzeichnis
- Brühe, Roland & von Gahlen-Hoops, Wolfgang (Hrsg.)(2024): Handbuch Pflegedidaktik II. Pflegedidaktisch denken. transcript: Bielefeld. ISBN 978-3-8252-6240-2 Inhaltsverzeichnis
- Brühe, Roland & Pfister, Andreas/Kürsten, Kathrin (2025): Pflege von LGBTQ-Personen (deutschsprachige Ausgabe von Trainer, Tyler: Fast Facts: LGBTQ care for Nurses). Bern: Hogrefe

## Vortrag
- Brühe, Roland (2023): Ordnung für die Vielfalt: Das Deutsche Netzwerk Qualitätsentwicklung Lehrendenbildung Pflege/Gesundheit (DNQL). Vortrag auf dem Deutschen Pflegetag am 28. September 2023 in Berlin.

## Videos/Podcasts
- YouTube: Roland Brühe: Der Pflegeberuf, mein Bildungsweg und die Pflegebildung. Dauer: 44:24 Min. Roland Brühe über seinen Bildungsweg
- kbs-Podcast: Ricardo Cadima im Gespräch mit Roland Brühe: Karriere in der Pflege. Dauer 27 Min. Gespräch mit Roland Brühe